# Christoph Witzgall

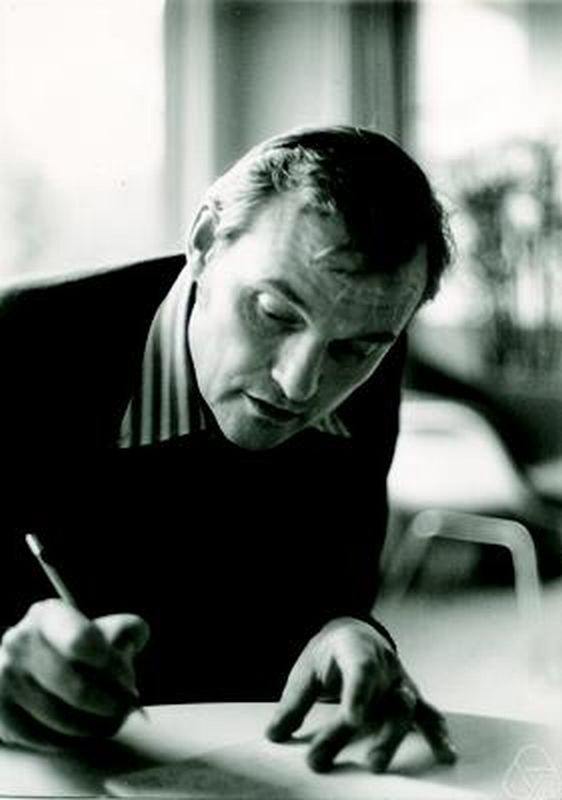
Christoph Witzgall (1972)

Christoph Johann Witzgall (* 1929 in Bayern) ist ein deutschamerikanischer angewandter Mathematiker.

## Werdegang
Witzgall studierte an der Ludwig-Maximilians-Universität München, an der er 1958 bei Wilhelm Maak promoviert wurde mit einer Dissertation über Modulfunktionen (Über Rückkehrschnitte auf Riemannschen Flächen, die zu Hauptkongruenzuntergruppen der Modulgruppe gehören). Er kam in München mit der Gruppe von Friedrich L. Bauer in Kontakt, die damals Pioniere der Informatik in Deutschland waren (Entwicklung von Algol). Die Aufgabe der Programmierung der Simplexmethode war sein Einstieg in sein künftiges Hauptforschungsgebiet, numerische Analyse von Optimierungsproblemen.
1959 kam er auf Einladung von Hans Maehly an das Institute for Advanced Study, an dessen Computer ein Projekt des Office of Naval Research zur Entwicklung rationaler Näherungen für elementare transzendente Funktionen für deren Berechnung lief. Hier kam er in Kontakt mit einigen der führenden Forschern zur Optimierung, Harold Kuhn und Albert William Tucker. Zurück in Deutschland war er wieder in der Gruppe von Bauer, die  nun in Mainz war. Hier traf er auch Josef Stoer, mit dem er sein in Princeton begonnenes Buch über Optimierung vollendete, das 1971 in der Grundlehren-Reihe erschien.
1961 war er bei einem Sommer-Workshop über Optimierung bei der Rand Corporation in Santa Monica (organisiert von George Dantzig) und wurde von Jack Edmonds für die Operations Research Gruppe des National Bureau of Standards angeworben, bei der er ab 1962 war. Er arbeitete an Optimierungsproblemen für die US-Post (wobei er Algorithmen für das Matching-Problem in Graphen weiterentwickelte, bei denen Edmonds kurz zuvor einen Durchbruch erzielt hatte) und verglich für ein Transportprojekt Algorithmen für kürzeste Wege (teilweise mit Judith Gilsinn).
Nach seiner Heirat wechselte er an die Boeing Scientific Research Laboratories (BSRL) in Seattle, deren mathematische Forschung Burt Colvin leitete und wo er an Scheduling-Problemen für Fluggesellschaften, am Massen-Nahverkehrs-Projekt von Morgantown (West Virginia) (mit Fred Johnson) und Transport-Polytopen (mit Victor Klee) arbeitete. 1973 folgte er Colvin an das NIST (National Institute of Standards and Technology) und blieb dort den Rest seiner Karriere. Dort befasste er sich mit Optimierungsaufgaben für Nahverkehr und große US-Behörden wie die US-Post (für ein geplantes E-Mail-System), und Vorhersagen für den Energieverbrauch zum Beispiel bei Gas. Nach dem Weggang von Alan Goldman leitete er ab 1979 drei Jahre die Abteilung. Ab 1986 arbeitete er mit dem Topographical Engineering Center des Army Corps of Engineers zusammen in der Verwendung von Triangulationsnetzen zum Beispiel zur Abschätzung von Bodenaushub.
Von ihm stammen Beiträge zur (numerischen) Optimierung, Operations Research und algorithmischer Geometrie.

## Schriften
- mit Josef Stoer: Convexity and Optimization in Finite Dimensions, Springer Verlag, Grundlehren der mathematischen Wissenschaften 163, 1970